# Der verborgene Schatz
Der verborgene Schatz ist ein Kinderbuch des deutschen Autors Paul Maar aus dem Jahr 2005.

## Inhalt
In der orientalischen Stadt Memoluk wohnt Muhar der Kleine (vollständiger Name: Muhamar Ben Hadschi Abbul Abbas Ibn Hadschi Davud Al Gossarah), der in einem kleinen Laden zusammen mit seiner jungen Gehilfin Fatme Kupferschmuck, Gürtel, Sitzkissen und Gebetsteppiche verkauft.
In derselben Straße wohnt auch Muhar der Große (Muhar Ben Chosro Abbul Nosrati Ibn Parviz Al Firazeh), der den größten Laden in der Straße der Schmuckhändler besitzt.
Der kleine Muhar führt ein beschauliches und zufriedenes Leben, bis eines Tags „Walid der Reiche“ in die Nachbarschaft einzieht. Als er dessen Tochter Yasmina im Garten sieht, verliebt er sich sofort in sie und hält gleich am nächsten Tag um ihre Hand an. Doch er erntet nur Spott, weil er nicht so reich ist wie der große Muhar. Darüber wird Muhar schwermütig, und das änderte sich erst, als ihm eine Stimme im Traum sagte:
„Es gibt einen Schatz so kostbar, wie ihn noch keines Menschen Augen gesehen hat. Willst du den Schatz finden, dann gehe nach Elsada.“
Er nimmt sein Pferd und reitet dorthin. Unterwegs erlebt er gefährliche Abenteuer, doch einen Schatz findet er in Elsada nicht. Als er völlig hoffnungslos die Suche aufgeben will, erzählt ihm ein Emir von seinem Traum, in dem ihm eine Stimme gesagt habe:
„Unter zwei Palmen, die ein X schreiben, ist ein Brunnen. Vier Fuß westlich davon findest du einen Schatz aus Gold und Edelstein vergraben, so kostbar, wie ihn noch keines Menschen Auge erblickt hat.“
Er fügt hinzu, wie unsinnig doch Träume seien, denn Palmen können doch kein X schreiben. Jetzt fällt es Muhar auf, was die Stimme in seinem Traum gesagt hatte: „Geh nach Elsada, dann wirst du einen Schatz finden.“
So macht er sich umgehend auf den gefährlichen Heimweg, und daheim findet er zusammen mit Fatme in seinem Garten eine Schatzkiste. Als sich dies herumspricht, zeigt sich Yasmina seinem Werben gegenüber viel zugänglicher, doch jetzt hat es sich Muhar anders überlegt, denn auf seiner Reise hat er zwei Lektionen gelernt:
1. Man soll an seine Träume glauben.
2. Manchmal muss man weit gehen, um einen Schatz zu finden, der vor der eigenen Haustür liegt.

Mit diesen Worten schließt er Fatme in seine Arme.

## Sonstiges
Muhars vollständiger Name (Muhamar Ben Hadschi Abbul Abbas Ibn Hadschi Davud Al Gossarah) ist nahezu identisch mit Karl Mays Romanfigur Hadschi Halef Omar Ben Hadschi Abul Abbas Ibn Hadschi Dawuhd al Gossarah.